# Camponotus legionarium
Camponotus legionarium är en myrart som beskrevs av Santschi 1911. Camponotus legionarium ingår i släktet hästmyror, och familjen myror. Inga underarter finns listade.

## Bildgalleri

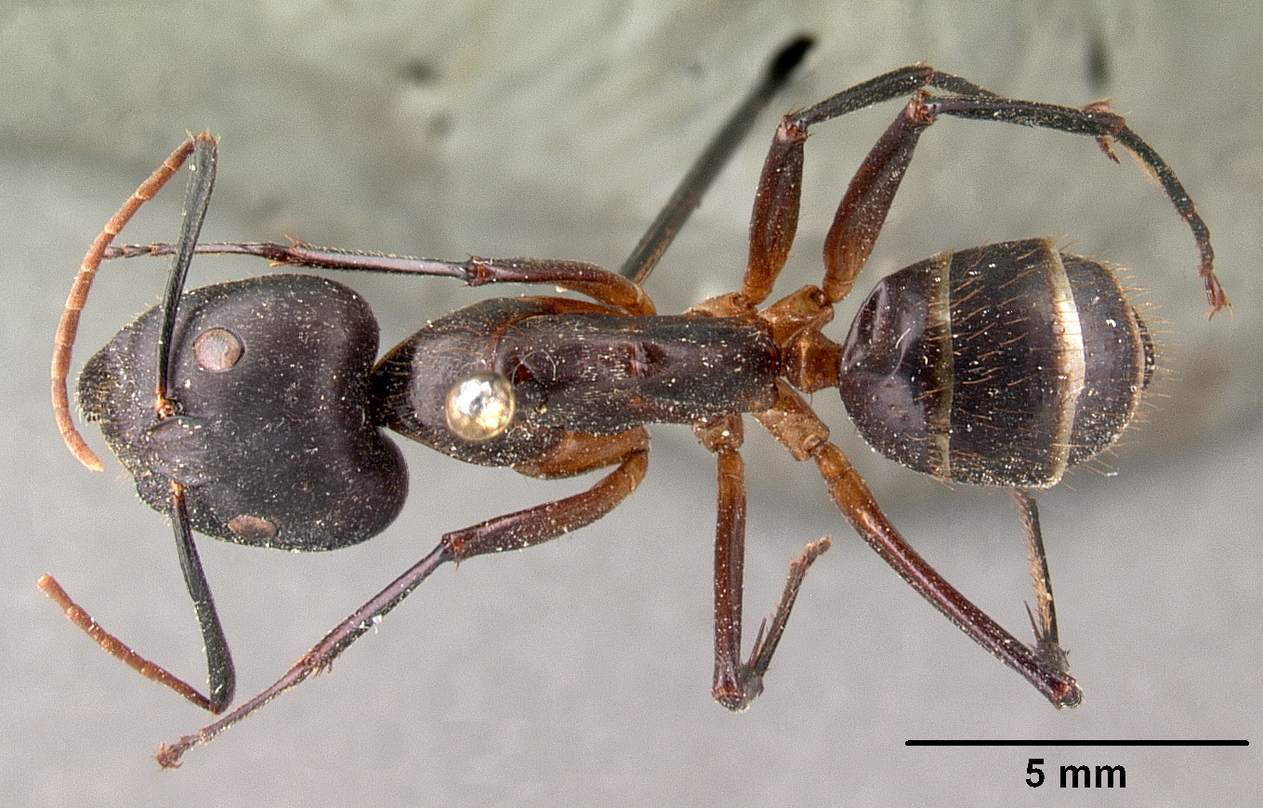
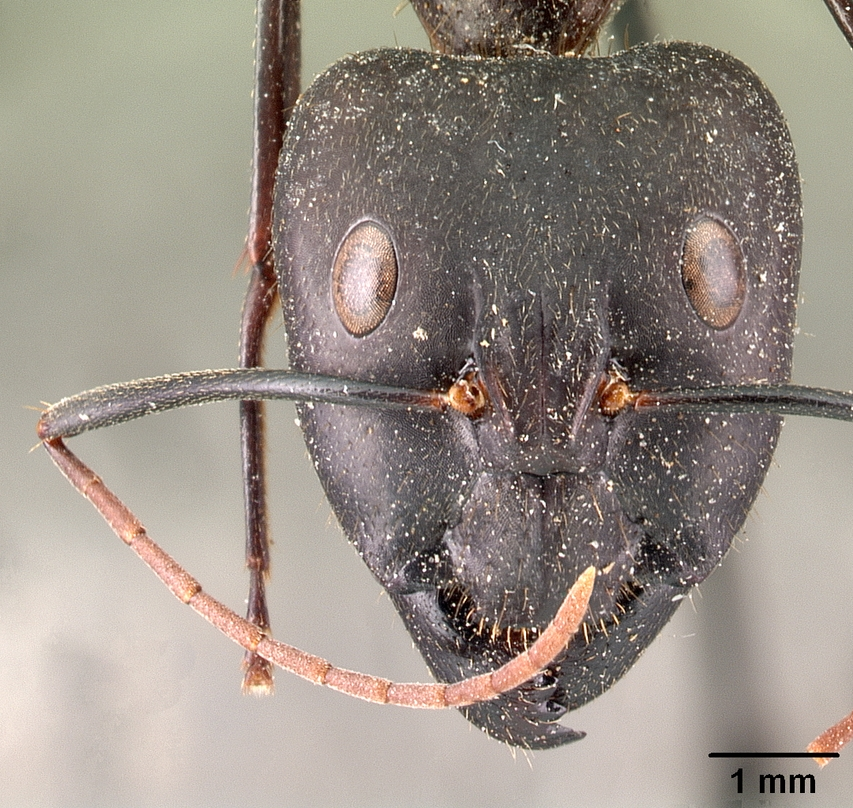
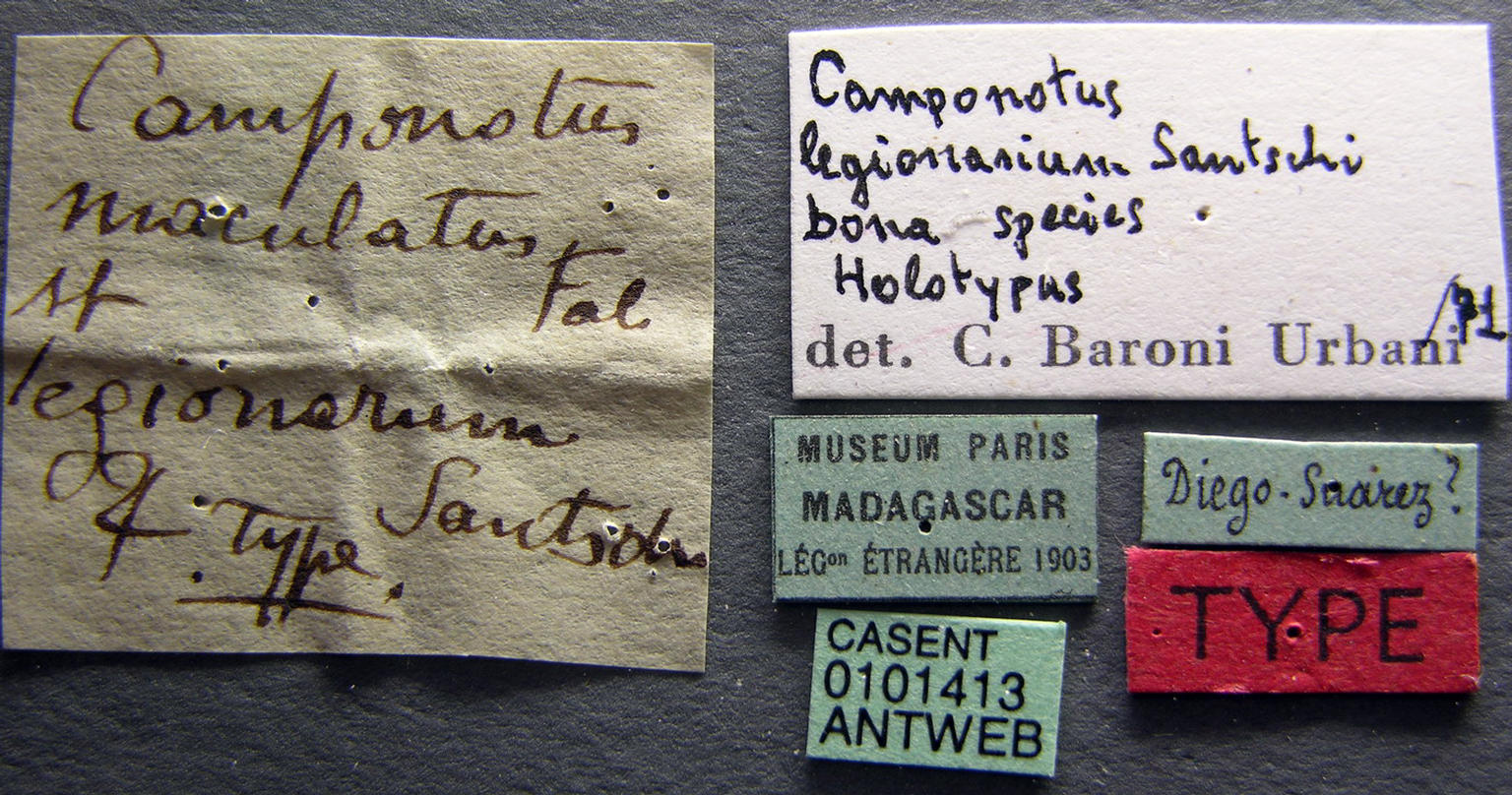
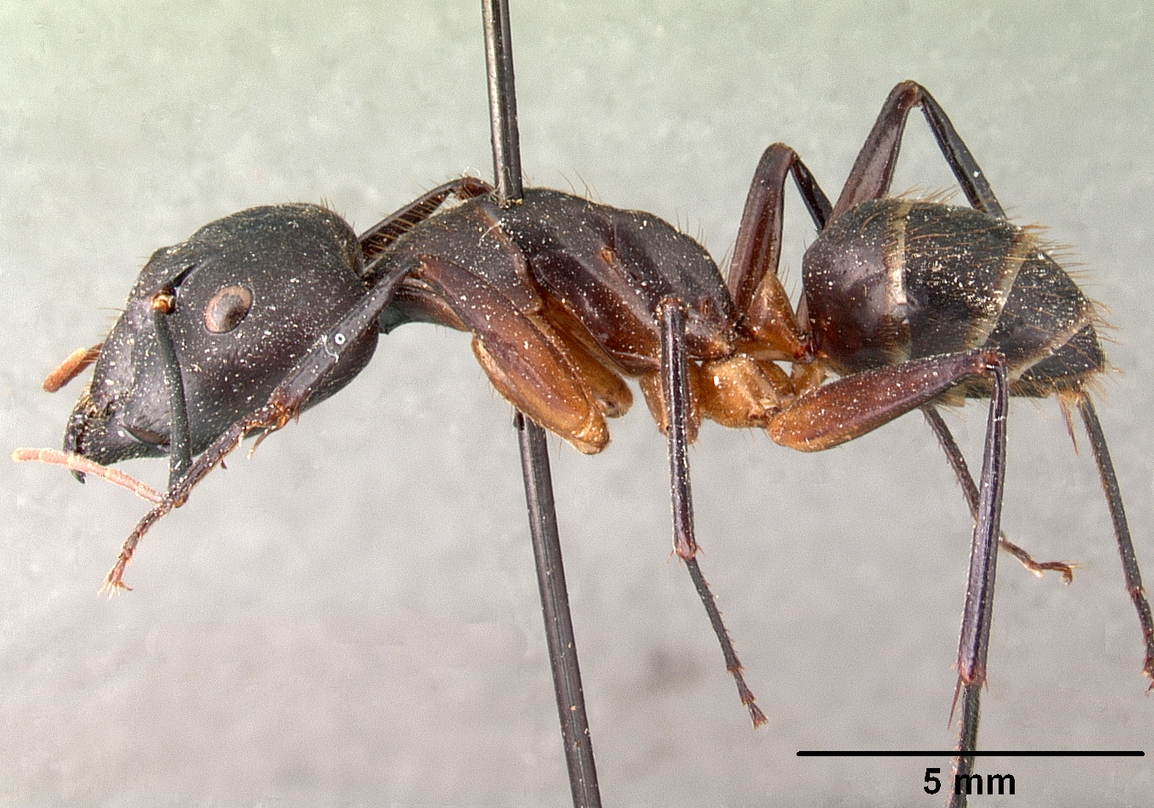